# Hermann von Knobelsdorff
Pour les autres membres de la famille, voir Famille von Knobelsdorff.
Karl Friedrich Hermann von Knobelsdorff (né le 6 septembre 1807 à Blankenfelde, arrondissement de Königsberg-en-Nouvelle-Marche (de) et mort le 30 août 1888 à Schmiedeberg) est un lieutenant général prussien et chevalier de l'ordre de Saint-Jean.

## Biographie

### Origine
Hermann est le fils du premier lieutenant prussien et seigneur d'Ibsdorf Christoph von Knobelsdorff (1774-1841) et de son épouse Dorothea, née von Barfus (1783-1831).

### Carrière militaire
Knobelsdorff étudie aux maisons des cadets de Culm et de Berlin. Il est ensuite affecté le 8 avril 1825 comme sous-lieutenant au 18e régiment d'infanterie (de) de l'armée prussienne. Pour une formation complémentaire, il est diplômé de l'école générale de guerre en 1828/32 et est adjudant du 2e bataillon d'avril 1833 à avril 1835. Knobelsdorff est ensuite affecté au bureau topographique jusqu'en 1838 et entre-temps, en 1837, au 6e régiment de hussards (de) pendant trois mois. À son retour, il est nommé adjudant de la 9e brigade de Landwehr le 13 octobre 1840 et adjudant de la 10e division d'infanterie le 7 avril 1842, puis promu premier-lieutenant à la mi-juin 1842. Le 27 mars 1847, il est muté à l'adjudant-major avec promotion au grade de capitaine. De novembre 1850 à février 1851, il est officier d'état-major général de la 10e division d'infanterie. Le 10 février 1853, il est nommé major dans le 21e régiment d'infanterie (de). De là, Knobelsdorff est affecté au 2e régiment de Landwehr à Stralsund en tant que commandant du 2e bataillon. Promu lieutenant-colonel le 22 mai 1858, il commande en 1859 le 11e régiment mobile de Landwehr pour la durée de la mobilisation à l'occasion de la guerre de Sardaigne. Le 8 mai 1860, Knobelsdorff est d'abord chargé de commander le 51e régiment d'infanterie et est nommé commandant de ce régiment le 1er juillet 1860, avec le grade de colonel.
Sous la position à la suite de son régiment, il est nommé commandant de la forteresse de Rastatt (de) le 5 avril 1864 et promu au grade de général de division le 25 juin 1864. Le 17 octobre 1864, il reçoit le commandement de la 23e brigade d'infanterie, avec laquelle il participe à la guerre austro-prussienne en 1866. Il dirige un détachement composé de toutes les unités de troupes près de Troppau pour couvrir la Silésie. Le 20 septembre 1866, il reçoit la croix de chevalier de l'ordre de la maison royale de Hohenzollern avec épées. Transféré aux officiers de l'armée, Knobelsdorff est nommé commandant de Leipzig le 30 octobre 1866 et promu lieutenant-général le 31 décembre 1866 par brevet du 30 octobre 1866. Il est relevé de son poste à Leipzig le 27 décembre 1867 et le 4 avril 1868, il reçoit l'étoile de l'ordre de l'Aigle rouge de 2e classe avec feuilles de chêne avec pension. Il décède le 30 août 1888 à Schmiedeberg.

### Famille
Il se marie le 29 novembre 1849 à Polgsen avec Theodore von Niebelschütz (de) (né en 1823). De ce mariage naissent le fils Hermann (1850-1870), décédé en tant que lieutenant des suites des blessures subies au Bourget, et la fille Adelheid (née en 1851).